# ليمور دانفوس فأري
ليمور دانفوس الفأري هو ليمور من الليموريات الفأرية يستوطن مدغشقر.